# Cornucopiae alopecuroides
Cornucopiae alopecuroides là một loài thực vật có hoa trong họ Hòa thảo. Loài này được L. mô tả khoa học đầu tiên năm 1767.